# پرسی لاون جولیان
پرسی لاون جولیان (انگلیسی: Percy Lavon Julian؛ زاده ۱۱ آوریل ۱۸۹۹ – درگذشته ۱۹ آوریل ۱۹۷۵) یک شیمی‌دان اهل ایالات متحده آمریکا بود.